# Leonard Bernstein: Symphony No. 2 „The Age of Anxiety”
Leonard Bernstein: Symphony No. 2 „The Age of Anxiety” – album Krystiana Zimermana z udziałem Berliner Philharmoniker pod batutą sir Simona Rattle’a, wydany przez Deutsche Grammophon w setne urodziny kompozytora Leonarda Bernsteina. Stanowi wykonanie dzieła – II Symfonii zatytułowanej „The Age of Anxiety” (Wiek Niepokoju). Laureat Fryderyka 2019 w kategorii «Najlepszy Album Polski Za Granicą».

## Lista utworów
- Leonard Bernstein, Humphrey Burton: Spoken Word (2008) – Documentary, Interview, Making Of etc. [1:48]
- Leonard Bernstein: Symphony No. 2 „The Age of Anxiety” – Part 1
  - 1. The Prologue
    - 2. Lento moderato [2:25]

  - 2. The Seven Ages
    - 3. Variation 1. L’istesso tempo [1:00]
    - 4. Variation 2. Poco più mosso [1:29]
    - 5. Variation 3. Largamente, ma mosso [1:26]
    - 6. Variation 4. Più mosso [0:51]
    - 7. Variation 5. Agitato [0:51]
    - 8. Variation 6. Poco meno mosso [1:30]
    - 9. Variation 7. L’istesso tempo [2:00]

  - 3. The Seven Stages
    - 10. Variation 8. Molto moderato, ma movendo [1:50]
    - 11. Variation 9. Più mosso. Tempo di Valse [1:20]
    - 12. Variation 10. Più mosso [0:31]
    - 13. Variation 11. L’istesso tempo [0:54]
    - 14. Variation 12. Poco più vivace [0:13]
    - 15. Variation 13: L’istesso tempo [0:42]
    - 16. Variation 14: Poco più vivace [0:34]
- Leonard Bernstein: Symphony No. 2 „The Age of Anxiety” – Part 2
  - 1. The Dirge
    - 17. Largo [7:35]

  - 2. The Masque
    - 18. Extremely fast [4:30]

  - 3. The Epilogue
    - 19. L’istesso tempo – Adagio / Andante – quasi cadenza – Lento molto [8:20]